# Vickers Valetta
Pour les articles homonymes, voir Valetta (homonymie).
Le Vickers Valetta est un bimoteur de transport militaire britannique de la fin des années 1940 développé à partir de l'avion civil Vickers VC.1 Viking.
Le développement du Valetta a commencé dans l'immédiat après-guerre en raison de l'intérêt de la Royal Air Force (RAF) pour un modèle de transport militaire du Viking. Parmi les exigences stipulées pour l'avion figurait la nécessité pour lui d'alterner rapidement entre différents rôles, y compris celui de transport de troupes, d'ambulance aérienne, de cargo, de remorqueur de planeur et de transporteur de parachutistes. Pour s'adapter à ces divers rôles, de nombreux meubles de l'avion ont été conçus pour être rapidement retirés et remplacés par des configurations alternatives. D'autres changements de conception par rapport au Viking comprenaient l'adoption de moteurs étoile Bristol Hercules 230 plus puissants, un plancher de cabine renforcé et un train de roulement renforcé.
Après avoir effectué son vol inaugural le 30 juin 1947, le Valetta a été rapidement introduit au service de la RAF au cours de l'année suivante. Le type est rapidement devenu un élément majeur des activités du Commandement des transports et a participé à diverses opérations militaires britanniques menées au cours des années 1950 et 1960, notamment la crise de Suez, Aden et l'insurrection malaise. Il a ensuite été développé en plusieurs variantes, y compris un modèle VIP et plusieurs modèles de formation. Plus largement, le Valetta a servi de base au Vickers Varsity, un avion d'entraînement militaire.

## Versions
- Valetta C.1 - 211 appareils de transport construits.
- Valetta C.2 - 11 appareils spécialisés dans le transport de personnalités.
- Valetta T.3 - 40 appareils pour l'entraînement des équipages: Le Valetta T3 était utilisé comme salle de classe volante pour l'apprentissage de la navigation (astronomique et radio), Le fuselage était équipé d'une série d'astrodômes sur le dessus de la carlingue (pour utiliser un sextant) et de rideaux opaques sur les hublots pour masquer la vue. Chaque apprenti navigateur devait ainsi faire le calcul de sa position "à l'aveugle" avant que l'officier instructeur ne l'autorise à démasquer le hublot pour confirmer (ou non) ses calculs. Une longue séquence du film de 1957 Pilotes de Haut-Vol  nous montre les élèves-pilotes aux prises avec les subtilités du calcul du point et de la route à bord du Valetta du RAF College de Cranwell.
- Valetta T.4 - version convertie à partir de T.3 avec un radar de nez[1].